# Villa Romana del Casale
A Villa Romana del Casale (szicíliai: Villa Rumana dû Casali) egy nagy és bonyolult római villa vagy palota, amely körülbelül 3 km-re helyezkedik el a szicíliai Piazza Armerina várostól. A világ egyik leggazdagabb és legszélesebb körű római mozaikgyűjteménye, amelyek helyszínét az UNESCO a kulturális világörökség részévé nyilvánította. A villa és a műalkotások a korai 4. századból valók.
A több mint 3000 m² mozaik és opus szegélykövek szintén egyedülállóak, mivel kiváló állapotban maradtak fenn.
Bár kevésbé ismert, itt freskók rendkívüli gyűjteménye is fennmaradt, melyek nemcsak a belső falakat, hanem a külső falak is beborítják.

## Történelme

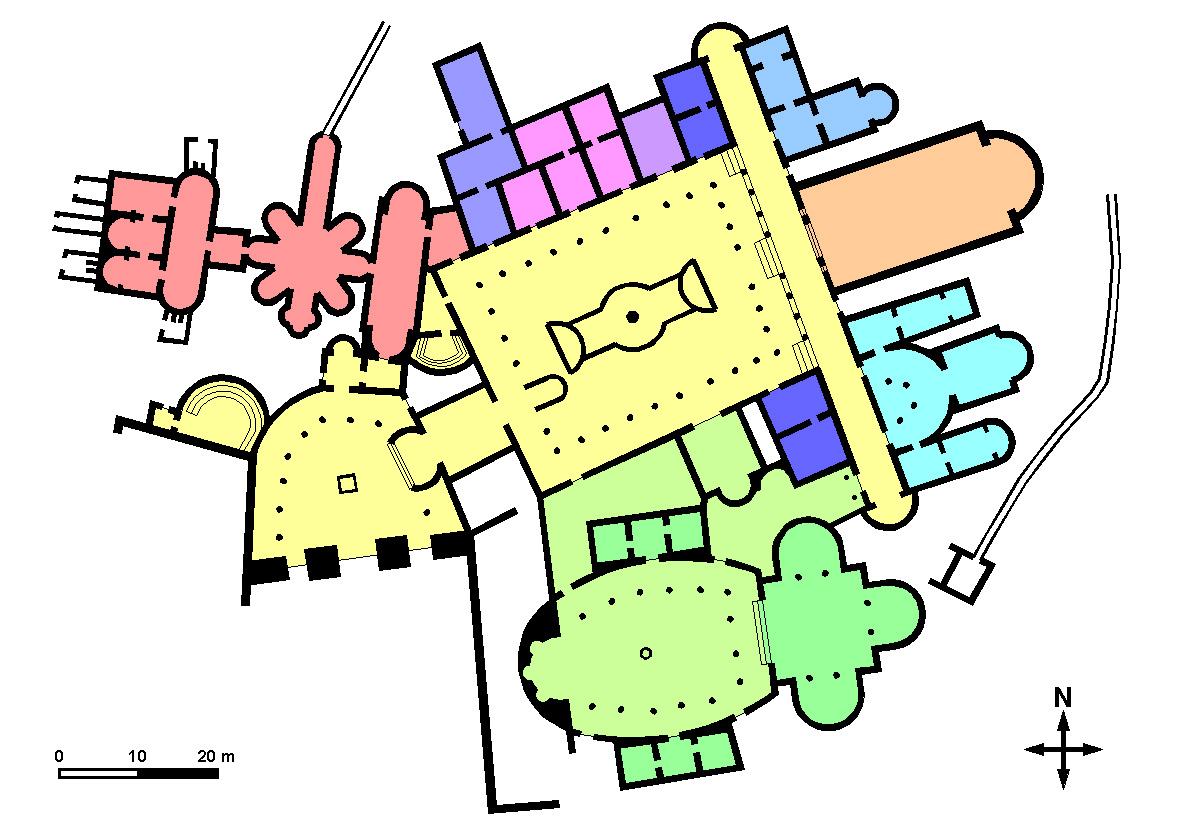
A villa alaprajza

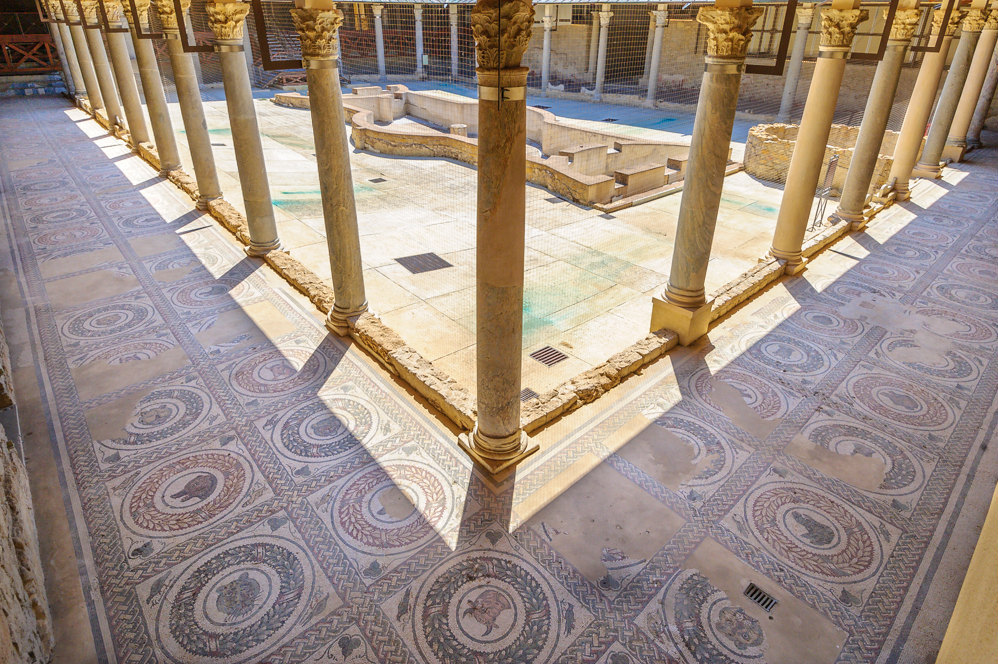

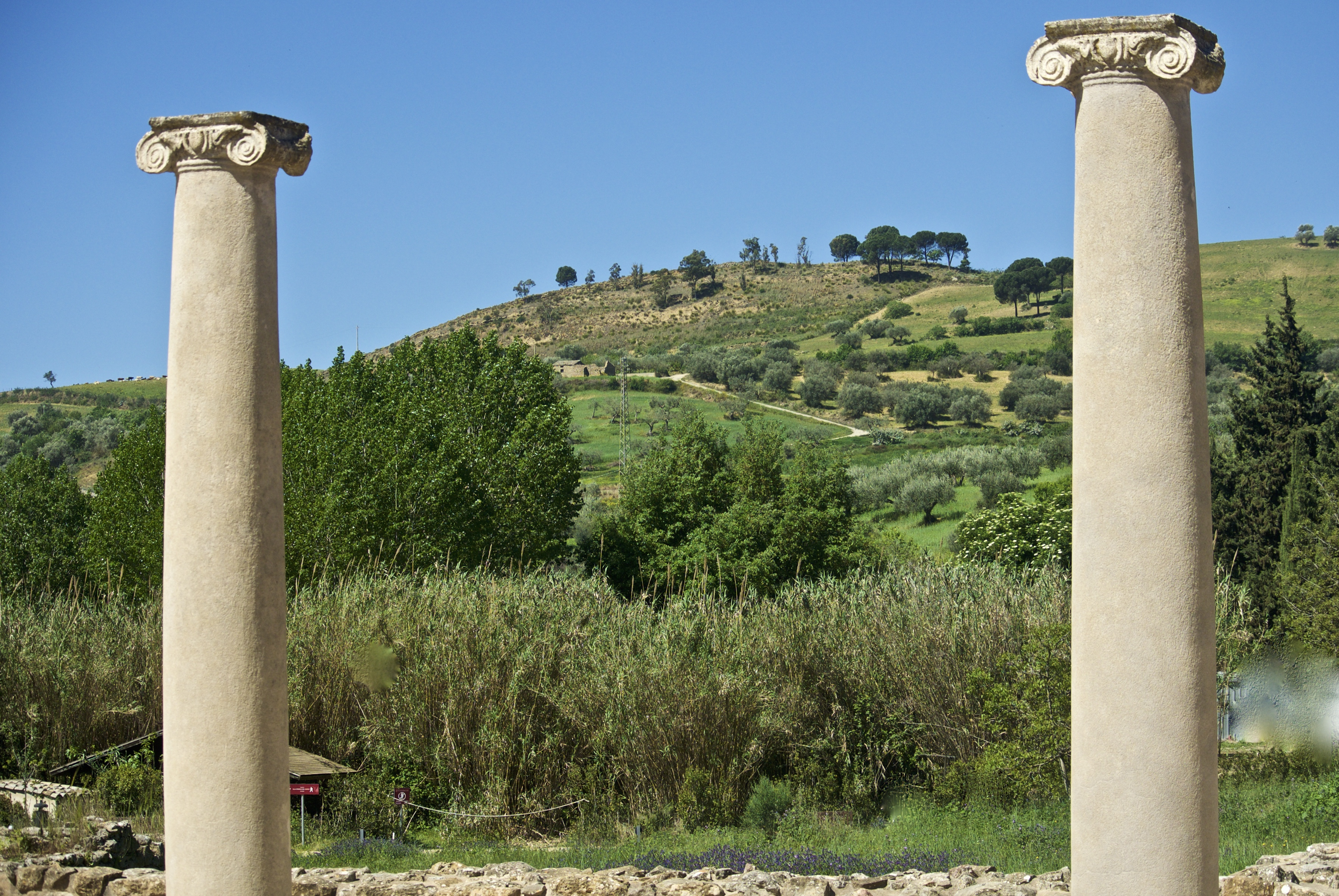
Villa Romana környéke

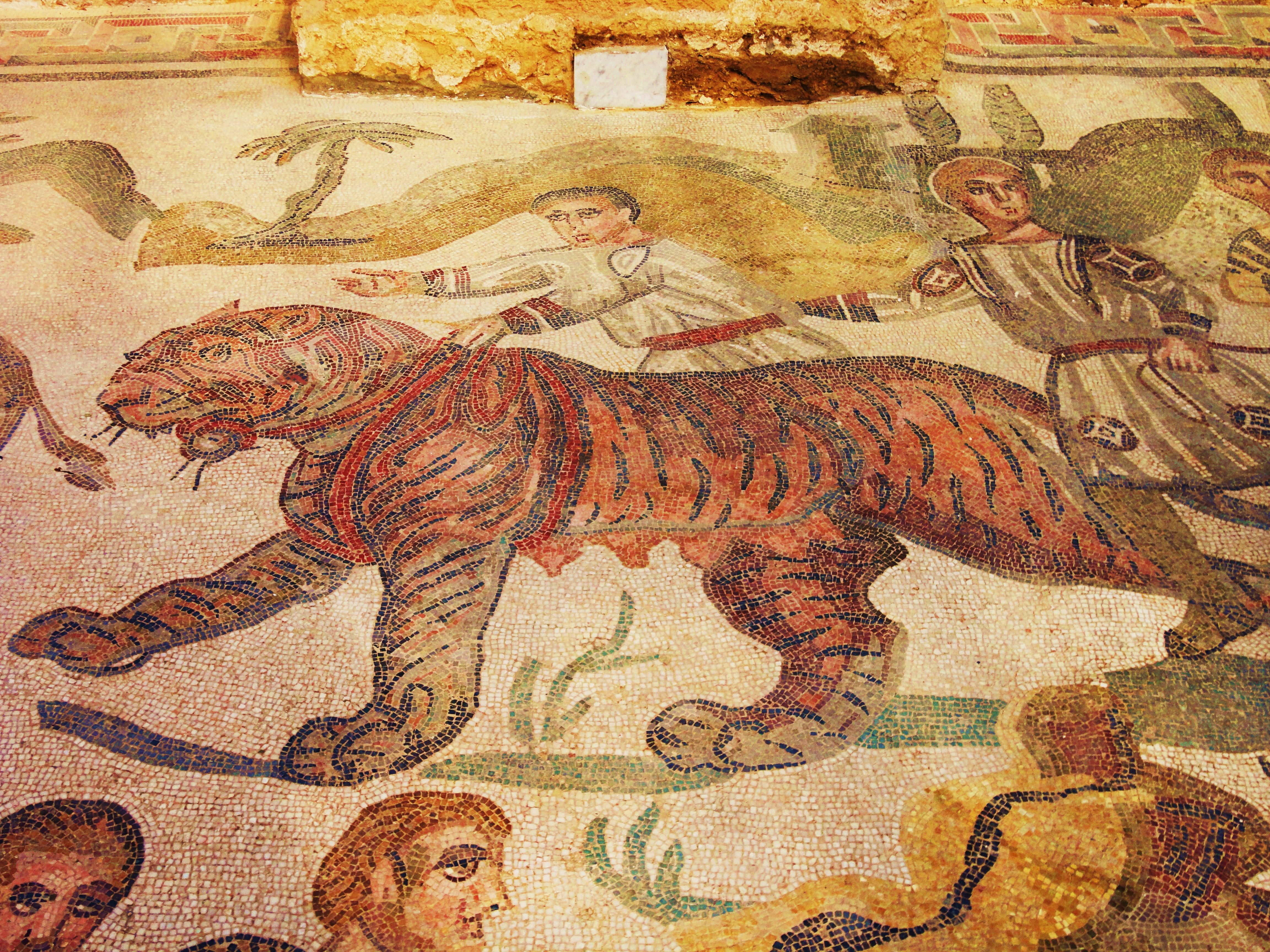
Tigris

### A villa terve
A területen három egymást követő építési fázist azonosítottak; az első fázisban voltak a négyszögletes perisztyle és a szemben fekvő helyiségek. A fürdőt ezután egy északnyugati tengelyhez adták. Harmadik fázisban a villa területéhez tartozott egy nagy vízfelület, melyhez egy nagy monumentális bejárat épült, a tengely mentén a perisztyle, az új fürdők az elliptikus (vagy ovális) árkádok és a nagy tri-apsidal csarnok. Ez a terem a perisztyle csarnok (a "kis vadászat terem" és az Orpheus diaéta) volt.

### A villa története
Az 5. és 6. században a villa kibővült a peremfalak bővítésével és a vízvezeték árkádjával a fürdőkhöz. A vandálok és a vizigótok uralkodása alatt a villa megsérült és talán megsemmisült. A melléképületek legalább részben használatban maradnak a bizánci és az arab időszakban. A telepet 1160-1161-ben megsemmisítették I. Vilmos uralkodása alatt. A telephelyet a 12. században elhagyták egy földcsuszamlás miatt. A túlélők Piazza Armerina jelenlegi helyére költöztek.

### Későbbi sorsa
A villa később szinte teljesen feledésbe merült, bár a maradványok egy része mindig a föld felett volt. Helye később mezőgazdasági terület lett, ahol a 19. század elején mozaikokat és oszlopokat találtak. Az első hivatalos régészeti ásatásokat még a 19. század században elkezdték a területen.

### Régészeti feltárások
Az első szakmai feltárásokat Paolo Orsi végezte itt 1929-ben, majd Giuseppe Cultrera folytatta 1935-1939-ben. A nagy ásatások az 1950-60-as években történtek, melyet Gino Vinicius Gentili vezetett, majd a mozaikok fölé egy fedelet építettek. Az 1970-es években Andrea Carandini végzett ásatásokat a La Sapienza Római Egyetemmel.

## Galéria

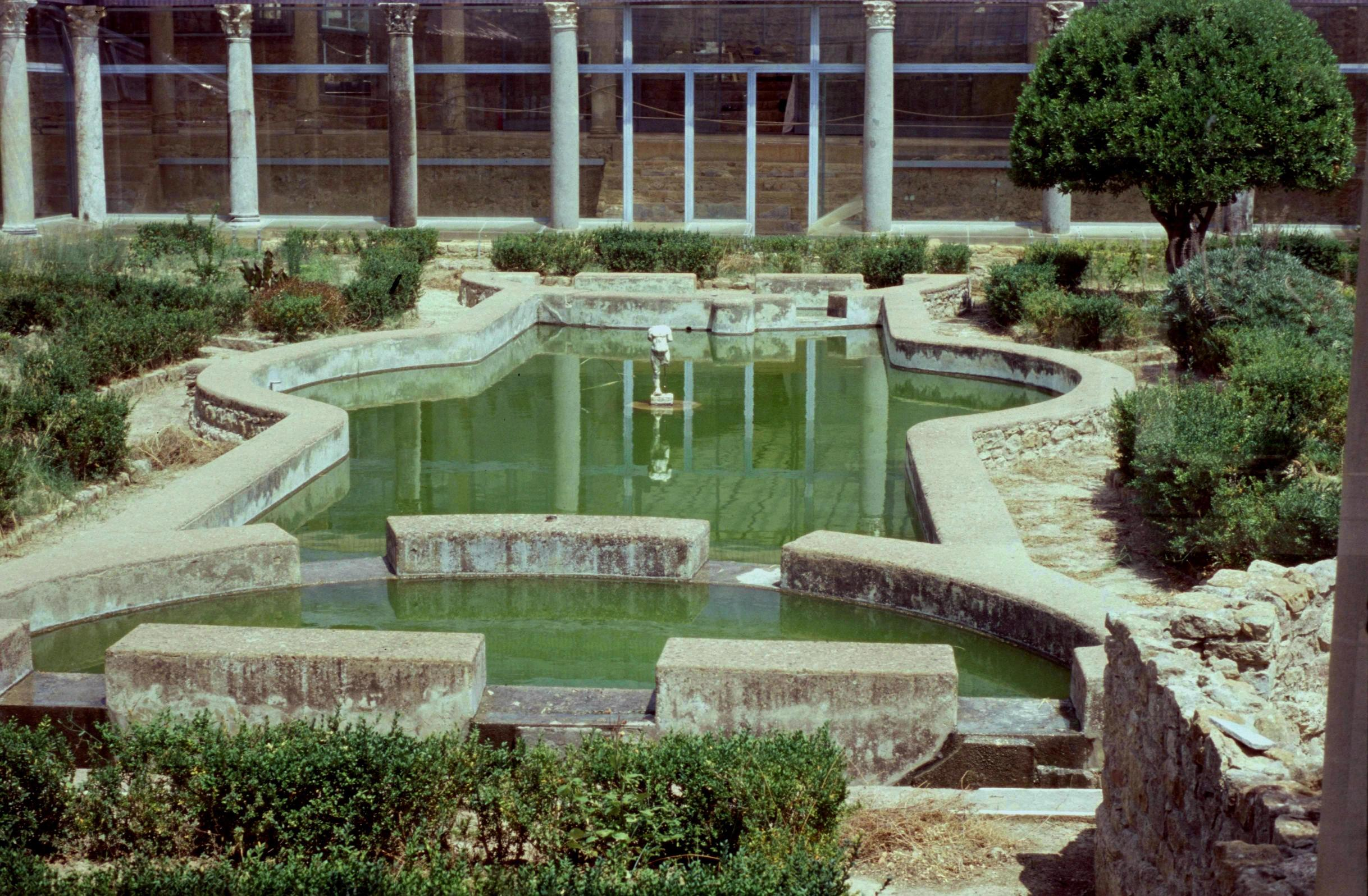
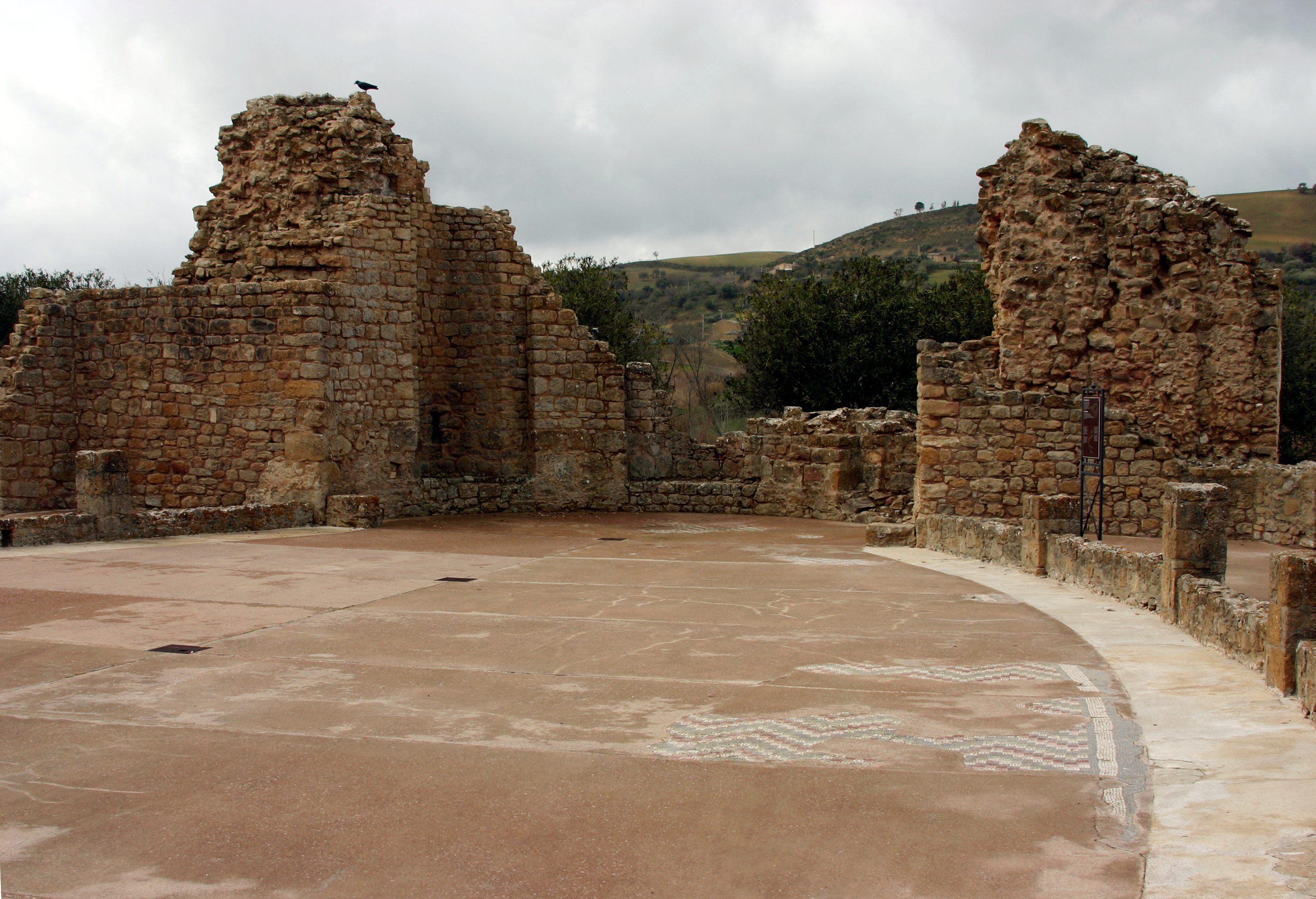
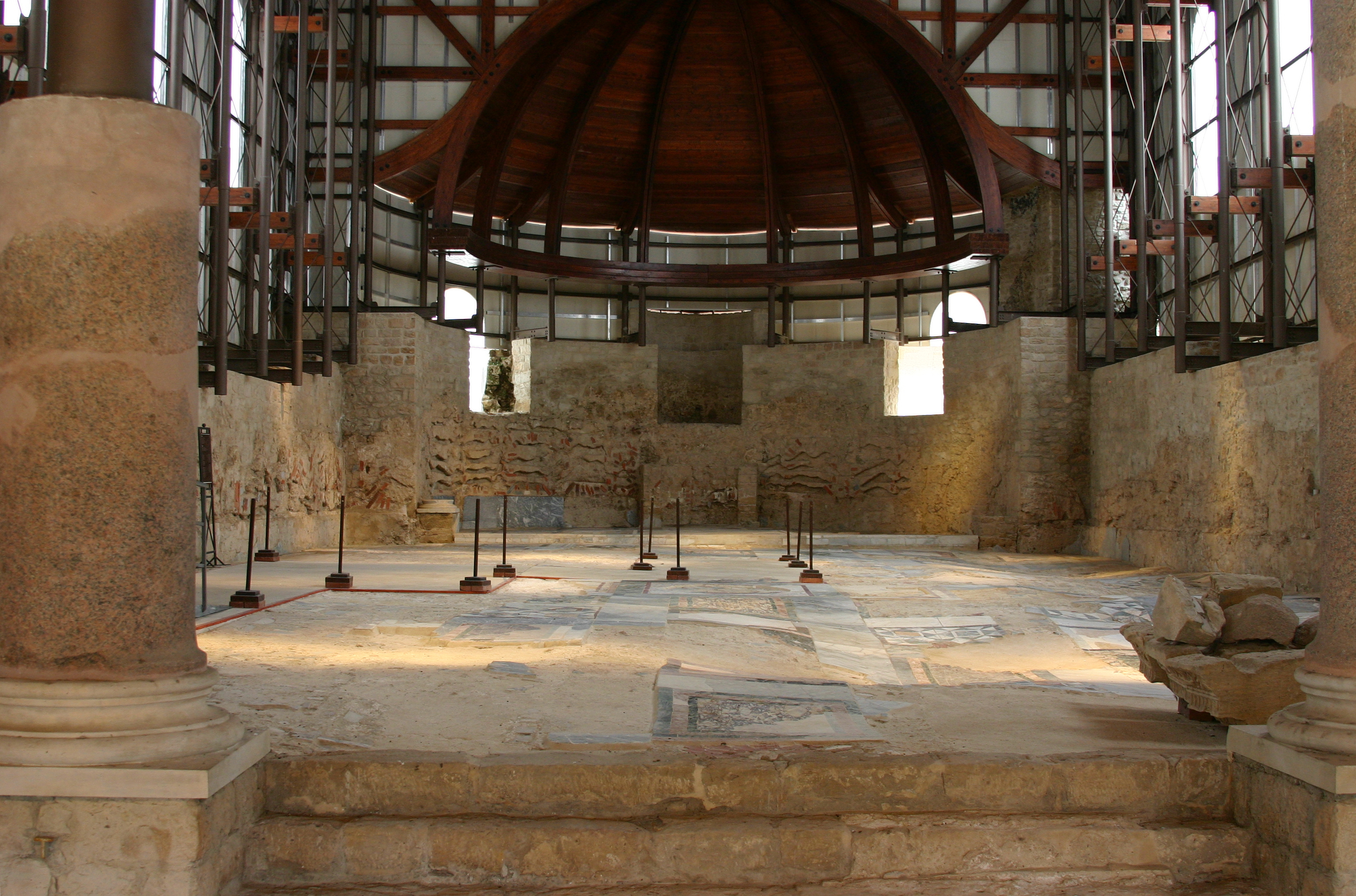
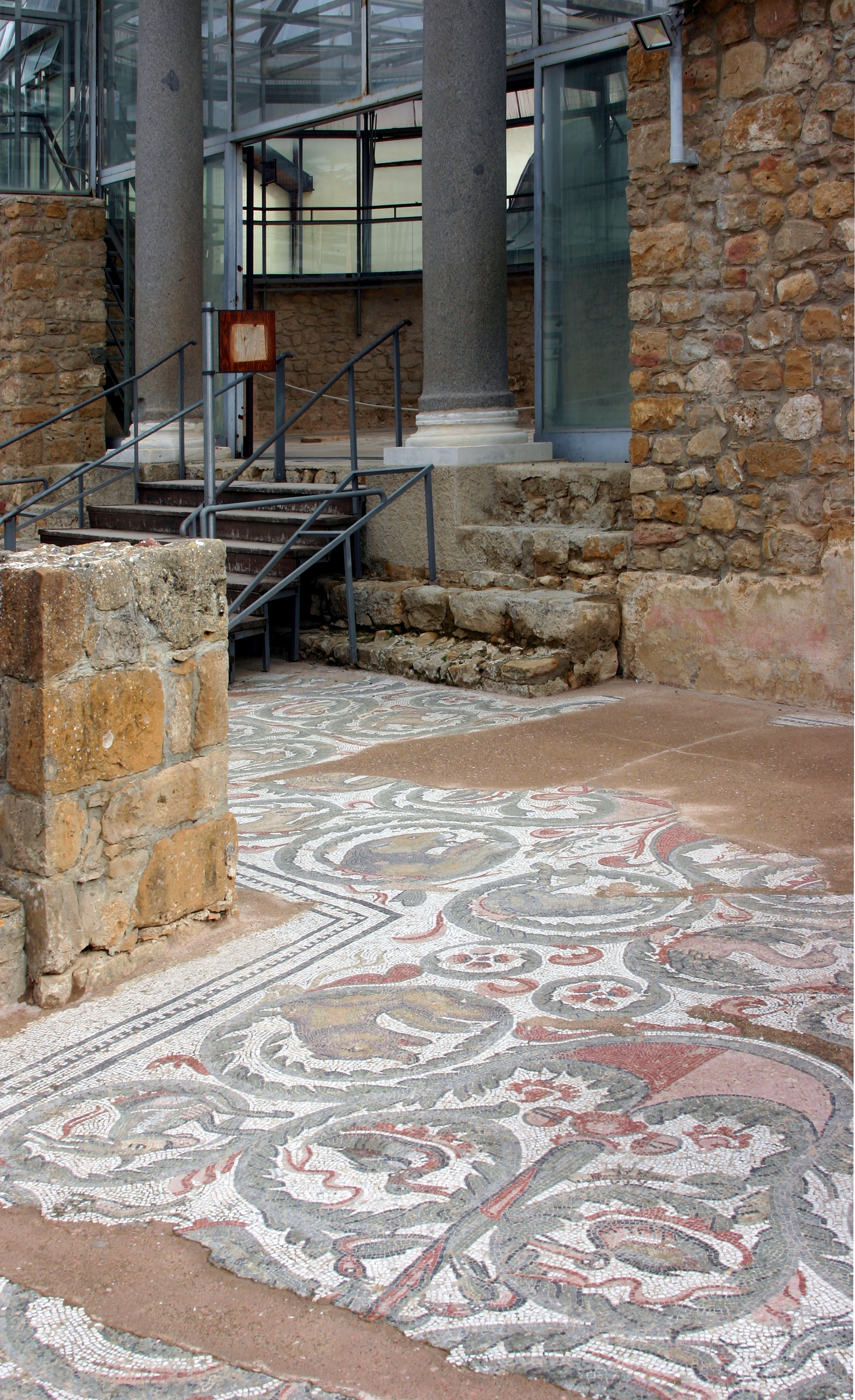
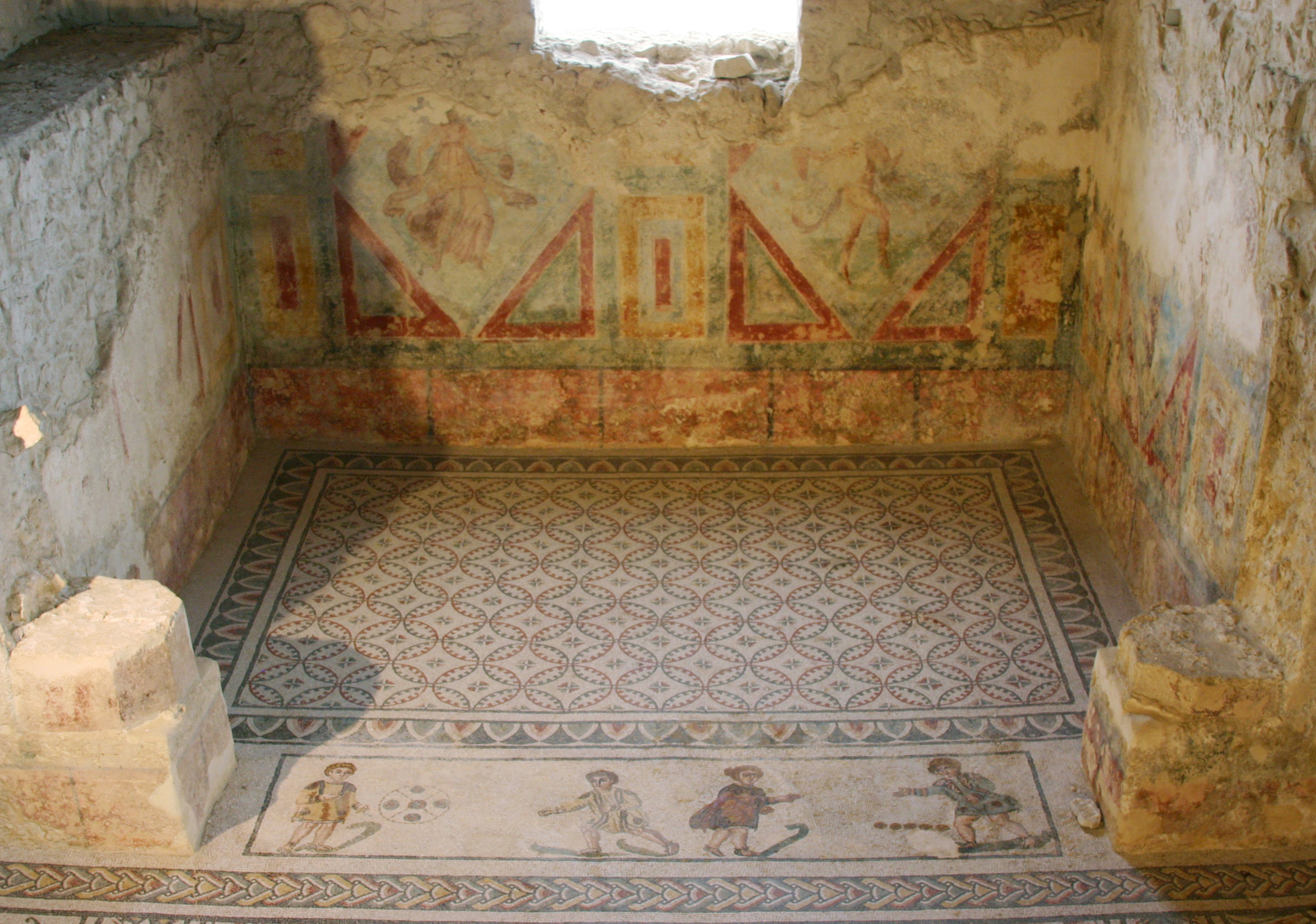
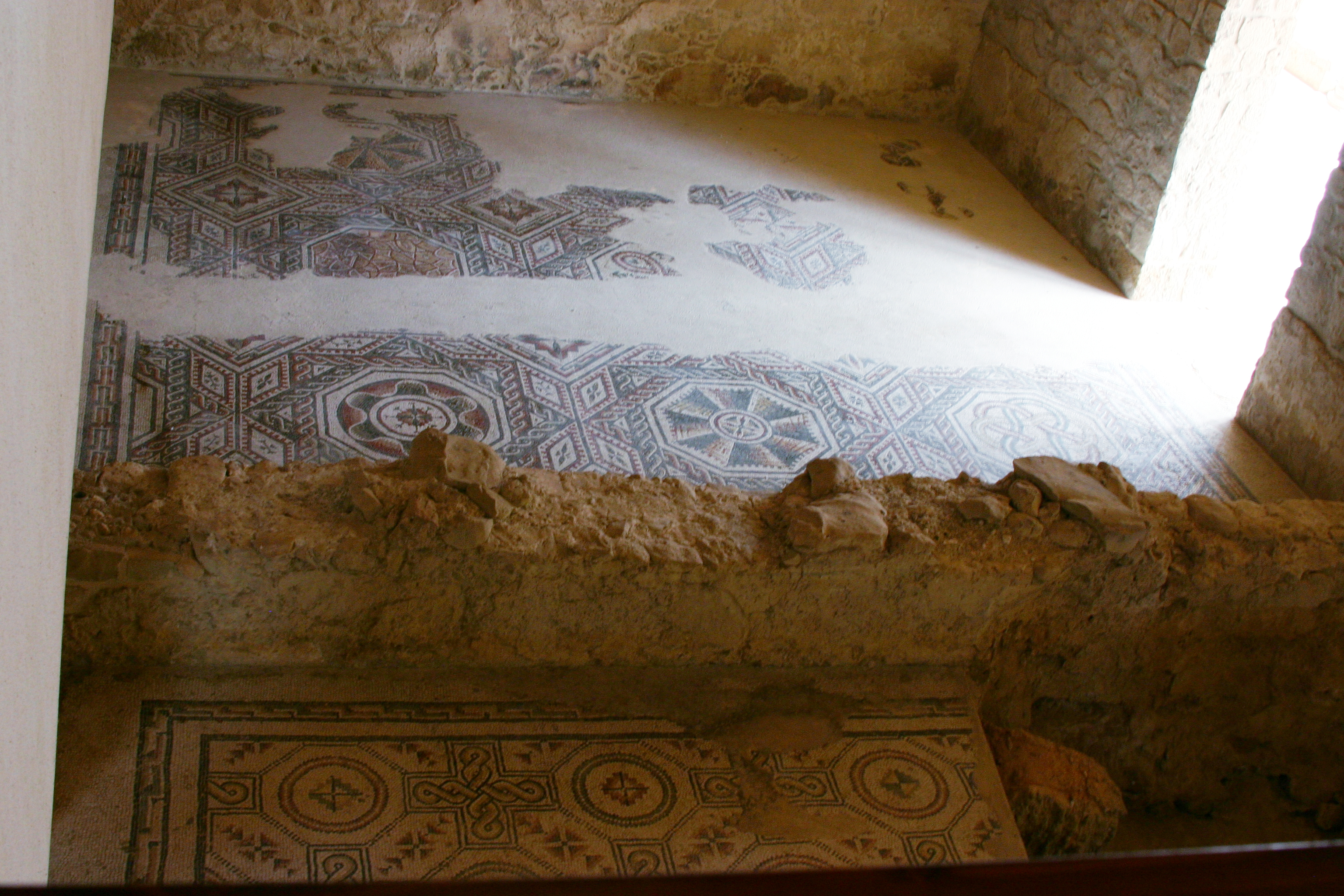
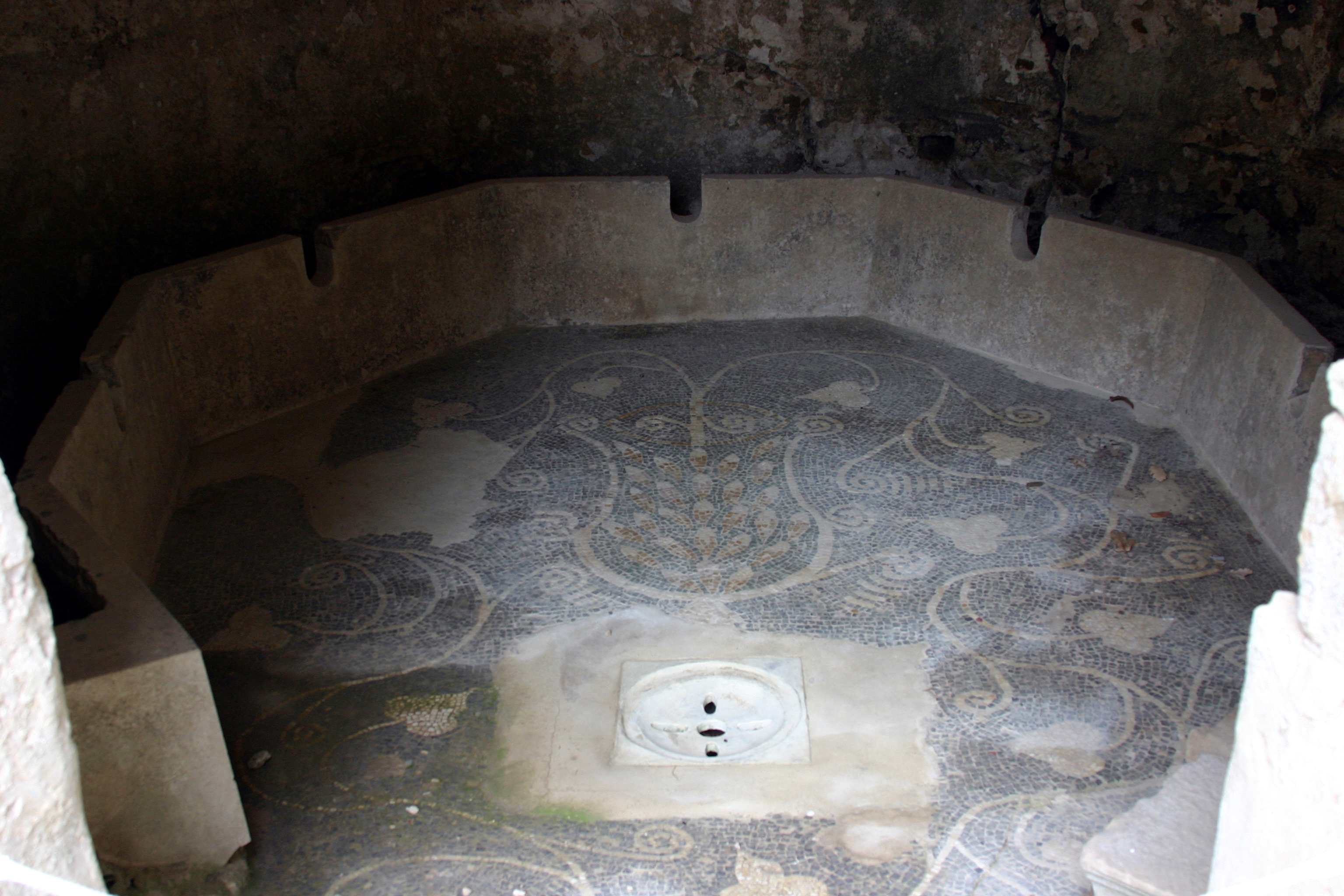
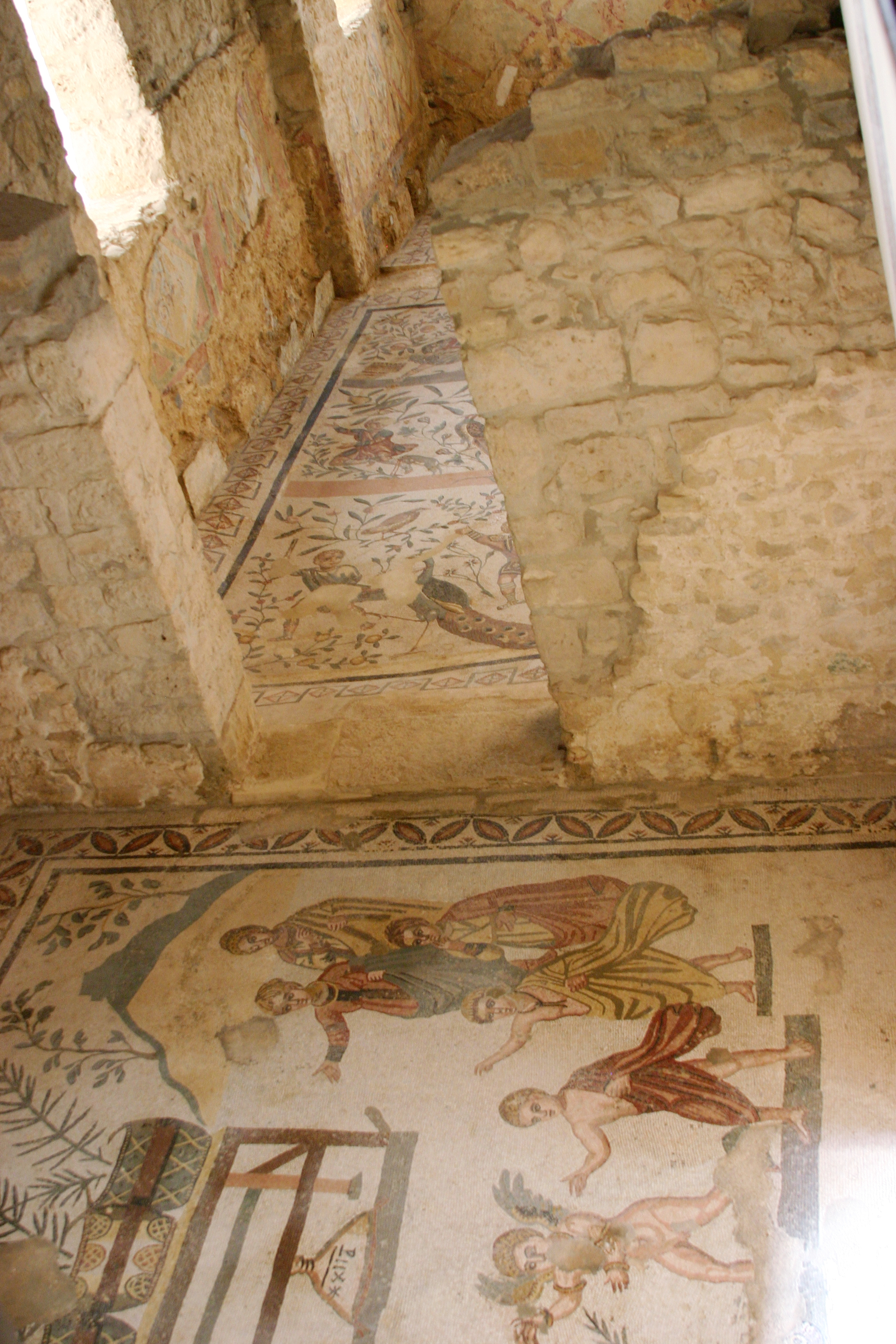
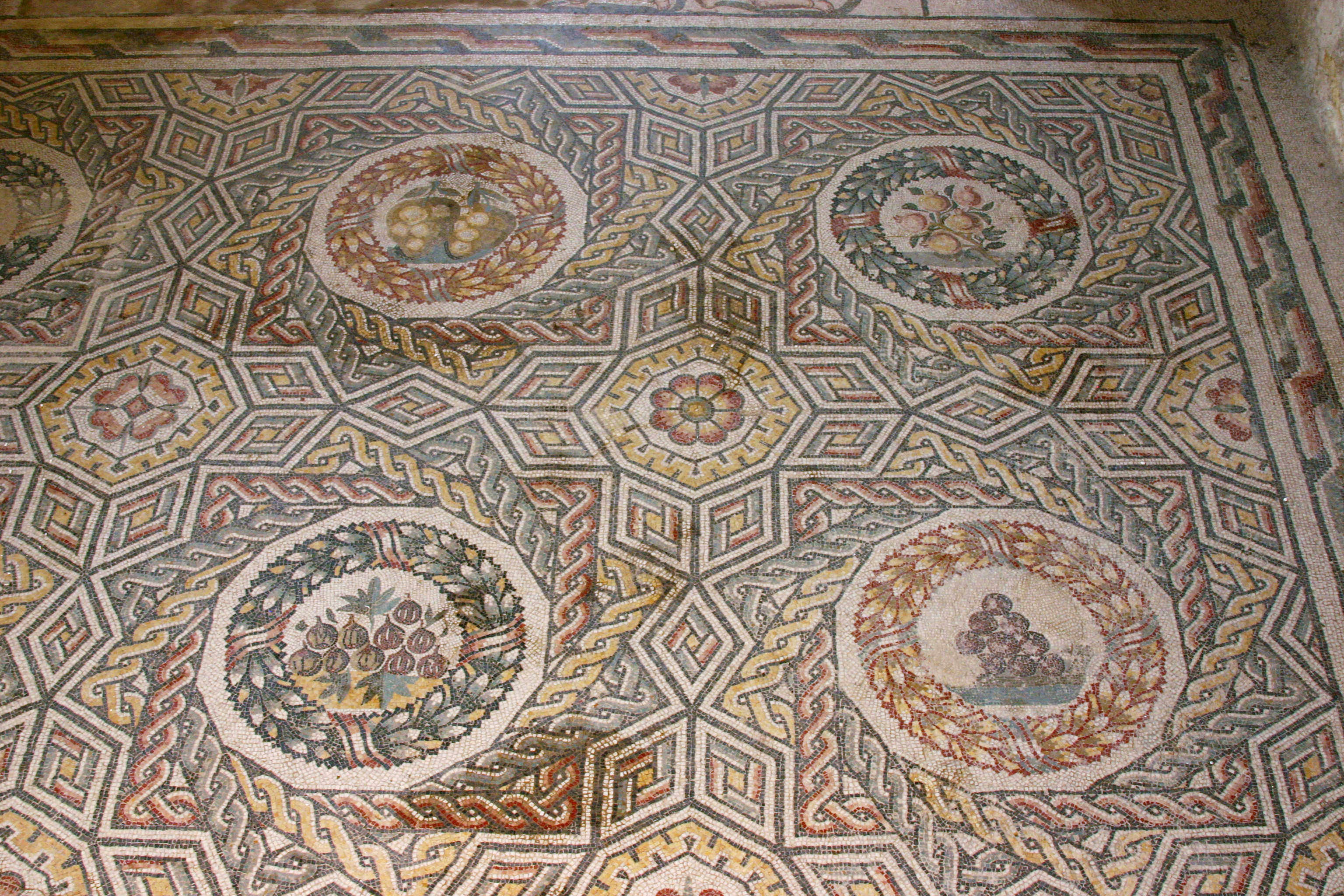
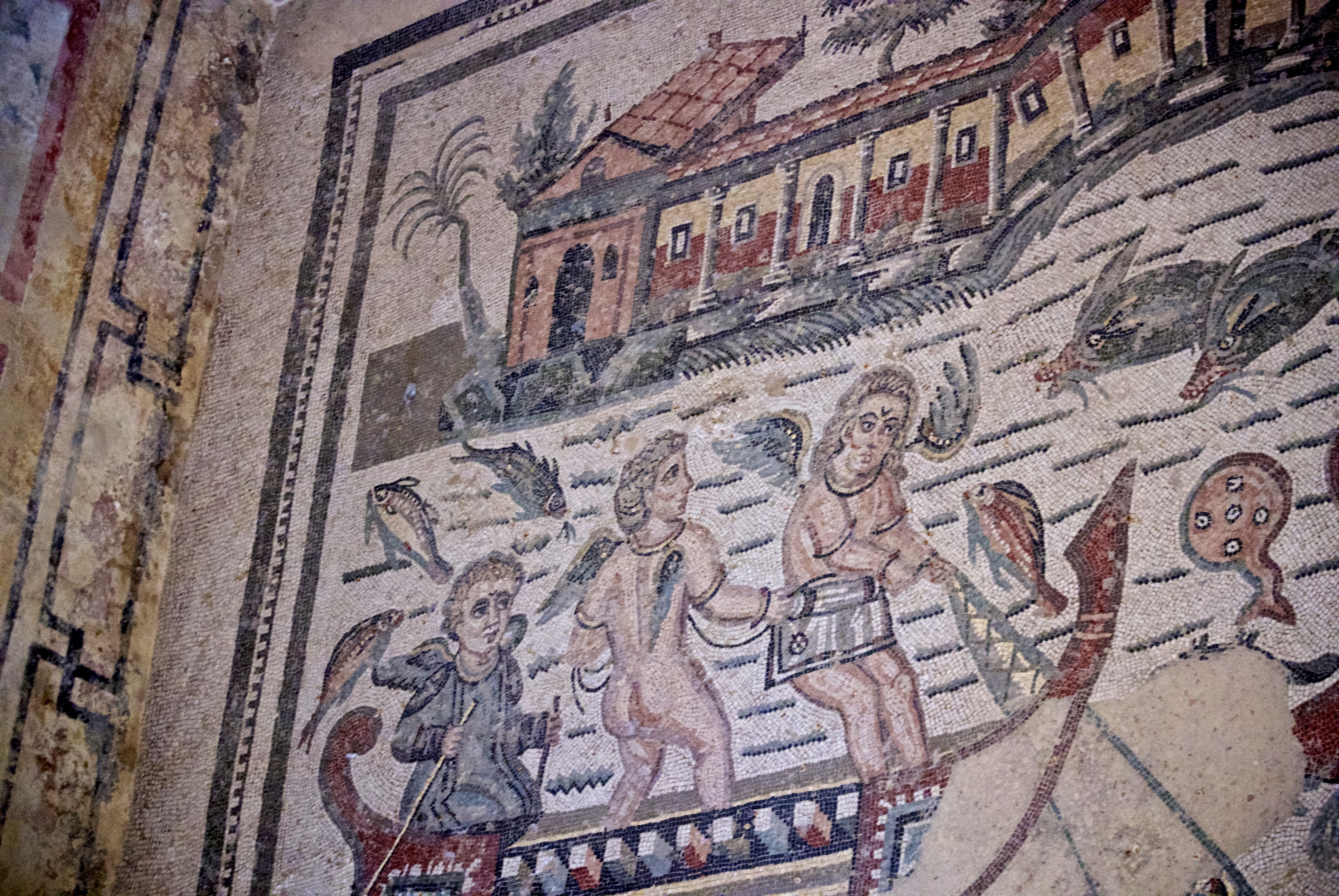
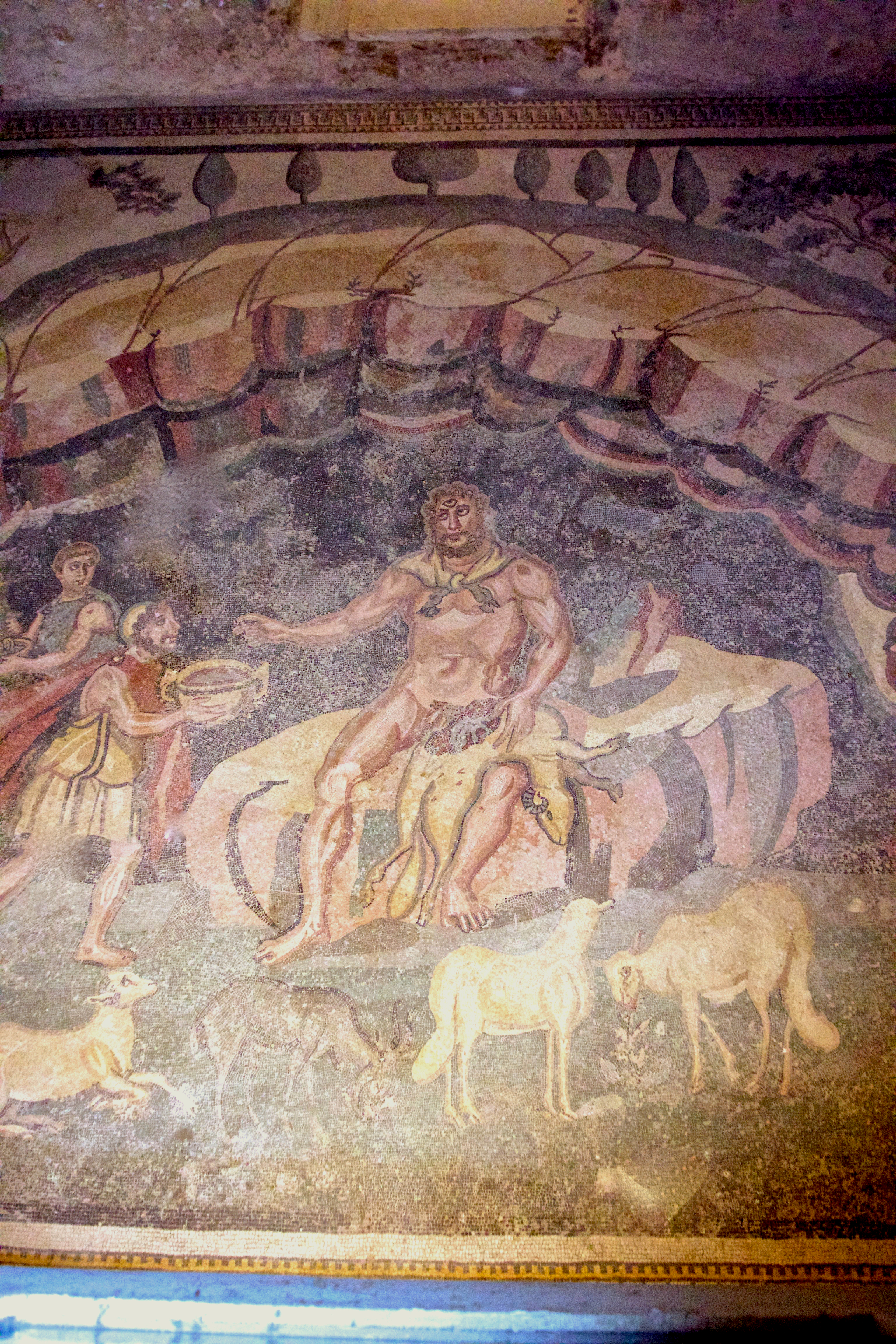
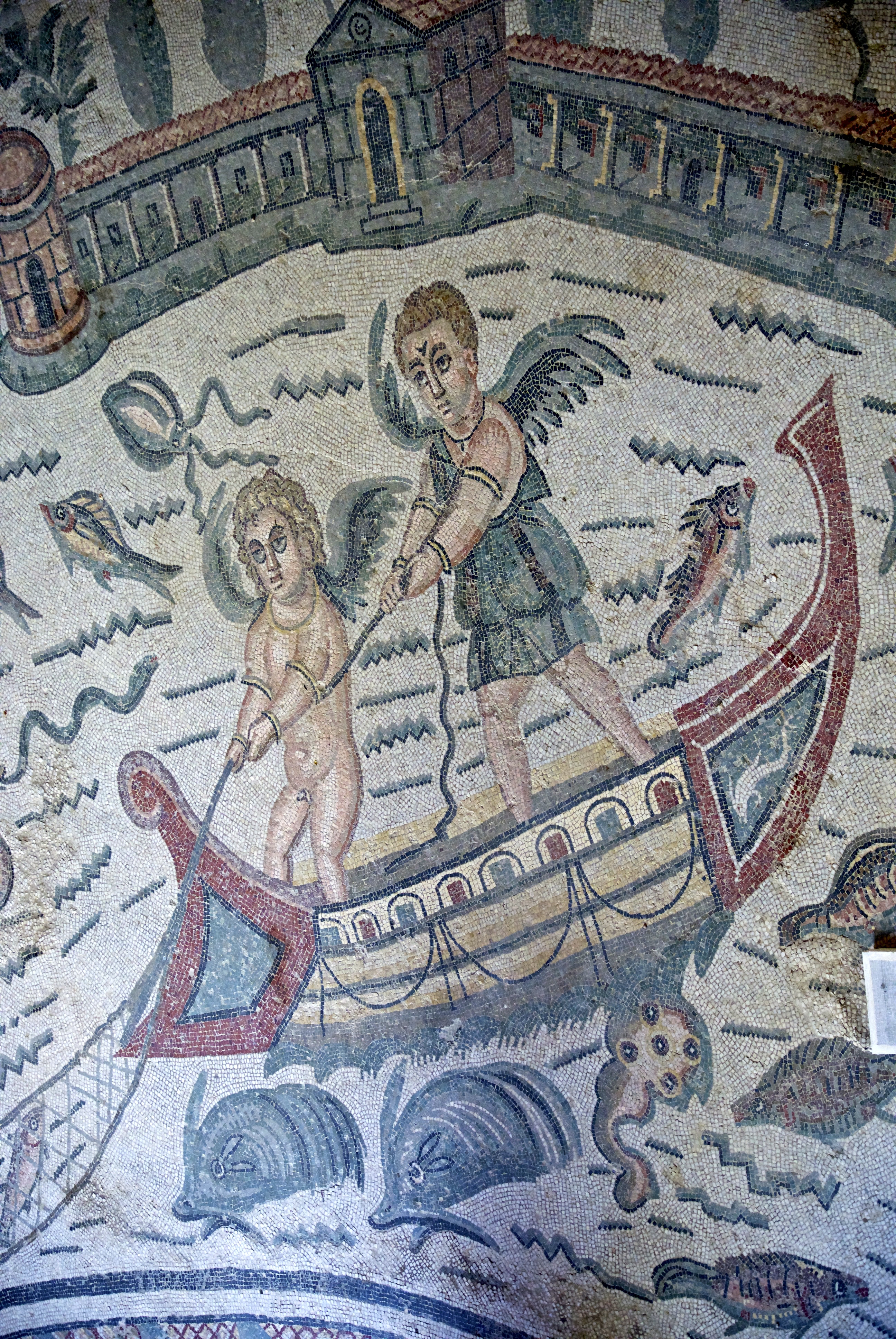
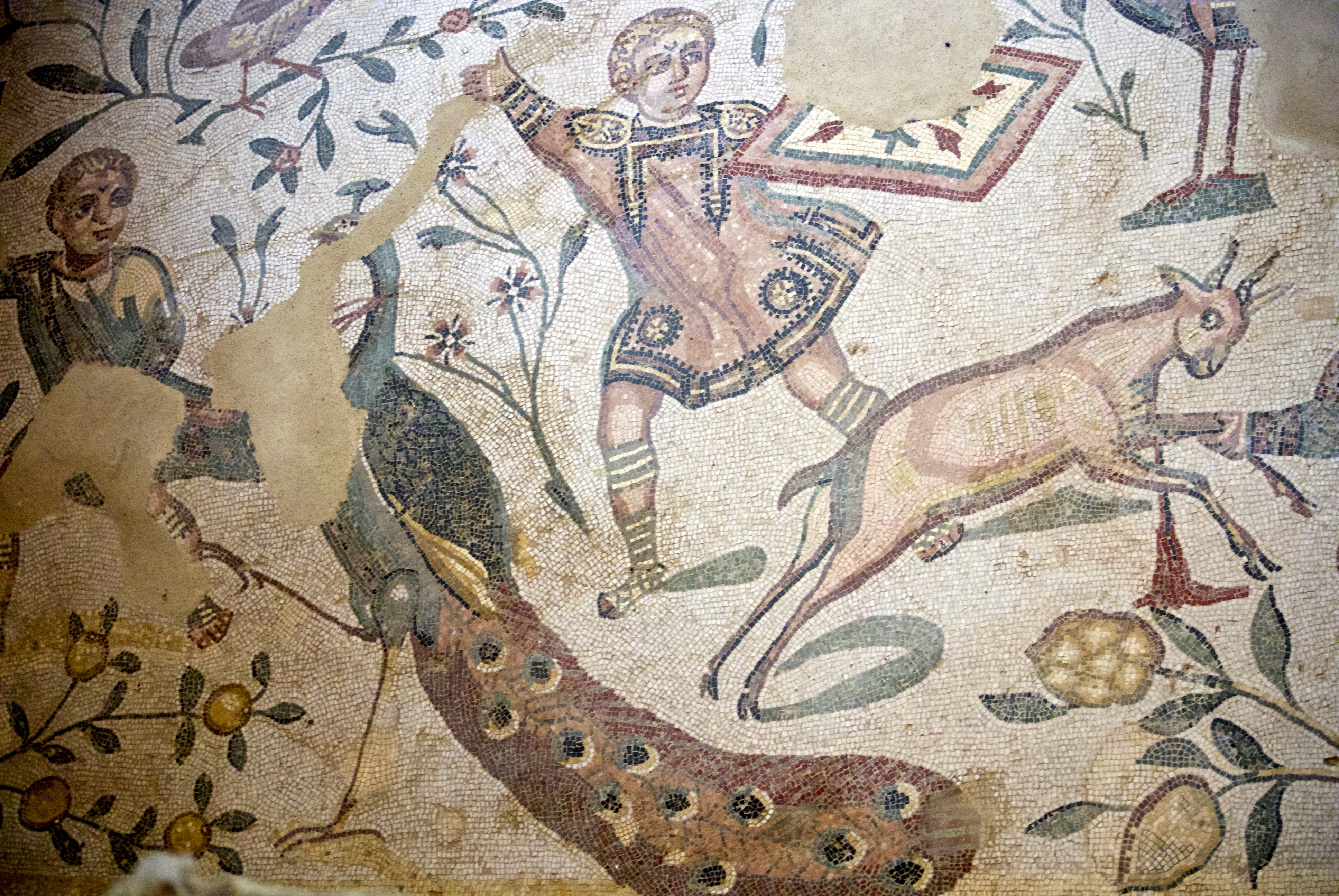
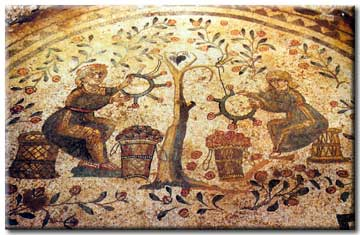
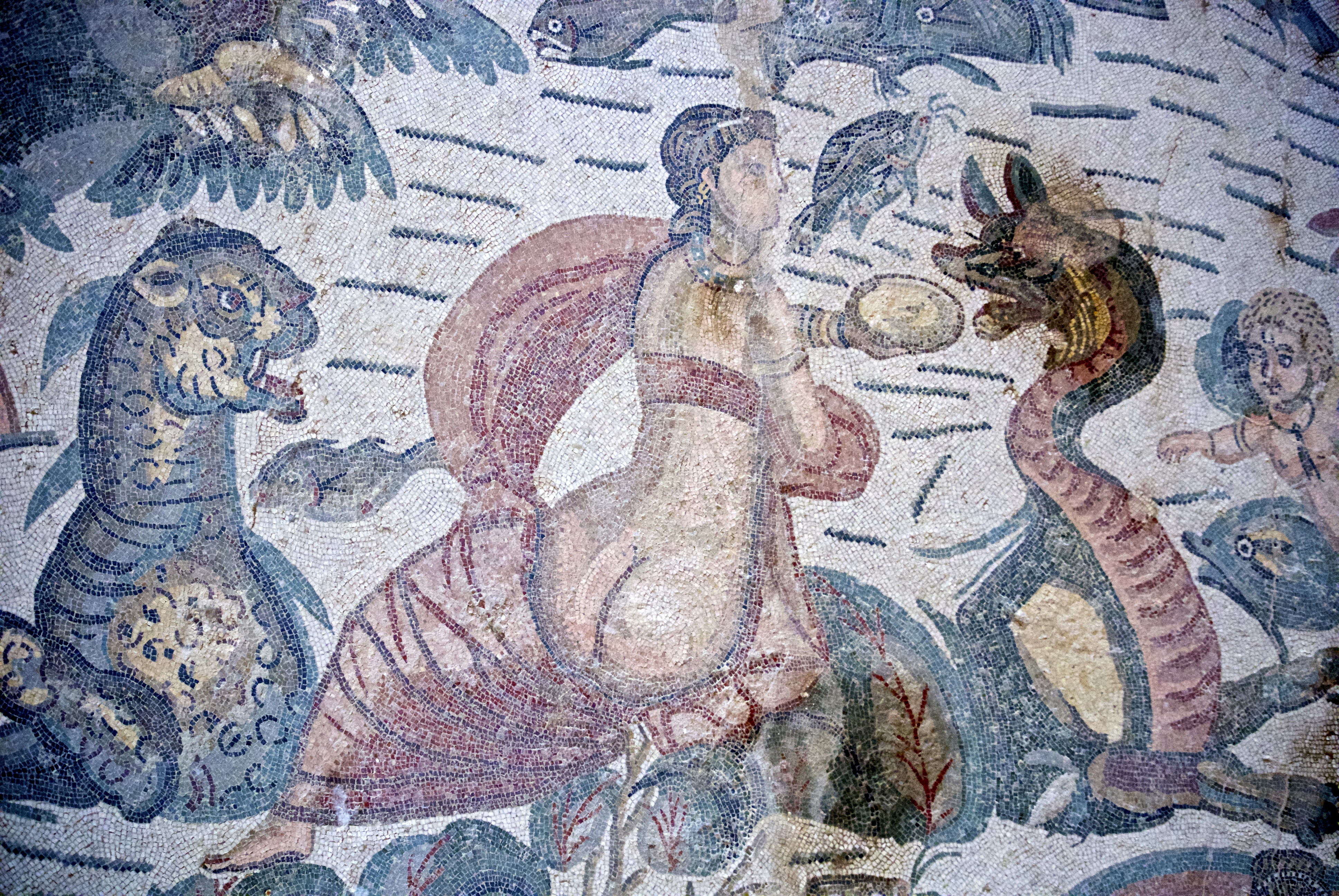
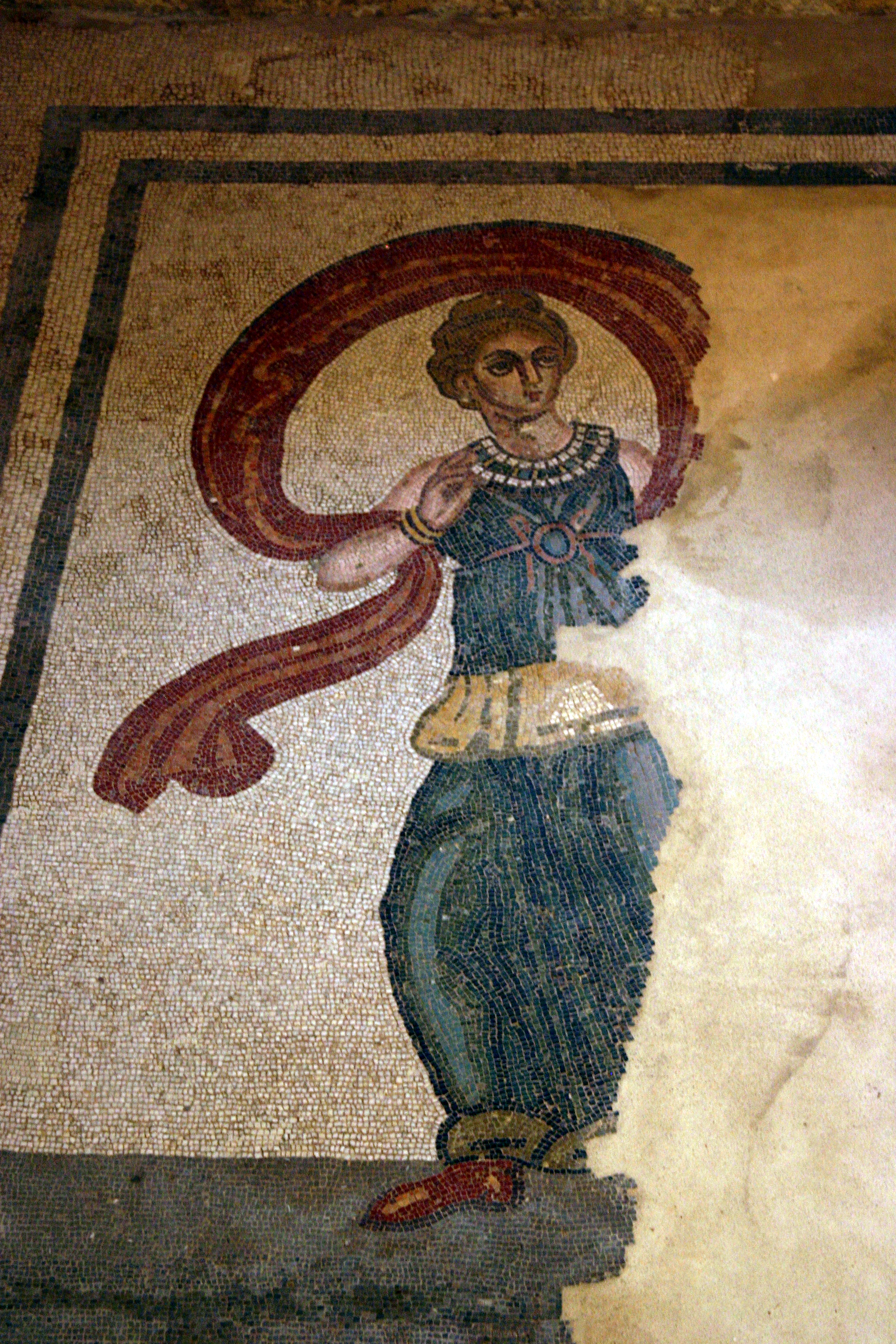